# Feldflieger-Abteilung 51
Feldflieger-Abteilung Nr. 51 – FFA 51 (Polowy oddział lotniczy nr 51) – jednostka obserwacyjna i rozpoznawcza lotnictwa niemieckiego Luftstreitkräfte z początkowego okresu I wojny światowej.

## Informacje ogólne
Jednostka została utworzona na początku I wojny światowej, w dniu 28 listopada 1914 roku we Fliegerersatz Abteilung Nr. 13 i weszła w skład większej jednostki 3 kompanii Batalionu Lotniczego nr 2. Jednostka uczestniczyła w walkach na frontach wschodnim.
11 stycznia 1917 roku jednostka została przeformowana i zmieniona we Fliegerabteilung 20 – (FA 20).

## Dowódcy eskadry
| Stopień | Nazwisko       | Okres |
| ------- | -------------- | ----- |
| kapitan | Hellmuth Felmy |       |